# Rada Miejska Lądka-Zdroju
Rada Miejska Lądka-Zdroju – organ stanowiący i kontrolny samorządu gminy miejsko-wiejskiej Lądek-Zdrój z siedzibą Lądku-Zdroju. Istnieje od 1990 r. i w jej skład wchodzą radni wybierani na terenie gminy w wyborach bezpośrednich na kadencje trwające 4 lata. Obecna VIII kadencja rady trwa od 2018 do 2023 roku. Przewodniczącą Rady Miejskiej Lądka-Zdroju jest Sebastian Łukasiewicz, jej zastępcami są Łukasz Mróz, Grzegorz Weber.

## Wybory do rady
Radni wybierani są na terenie gminy w wyborach bezpośrednich na kadencje trwające pięć lat, licząc od dnia wyboru (w latach 1990–2018 kadencja trwała 4 lata). Teren gminy dzieli się na 15 okręgów wyborczych: 10 w Lądku-Zdroju, Radochów–Stójków, Skrzynka, Konradów–Orłowiec–Lutynia–Wójtówka, 2 w Trzebieszowicach.

## Siedziba rady
Siedziba Rady Miejskiej Lądka-Zdroju znajduje się w lądeckim ratuszu położonym na tamtejszym rynku. Obiekt ten został zbudowany w stylu neorenesansowym w 1872 r. Przedtem stały w tym miejscu budowle wykonane w stylu gotyckim z XIV w., barokowym z XVIII w. i klasycystycznym z końca XVIII w. Każdy z nich uległ zniszczeniu wskutek pożaru.

## Organizacja rady
Radę Miejską tworzy 15 radnych, wybierających spośród siebie przewodniczącego i 2 wiceprzewodniczącego Radni pracują w tematycznych komisjach stałych i doraźnych. Komisje Stałe:
Komisja ds. Gospodarczych
Komisja ds. Społecznych
Komisja Uzdrowiskowa
Komisja Skarg, Wniosków i Petycji
Komisja Rewizyjna

## Przewodniczący Rady Miejskiej
- I kadencja (1990–1994)
- II kadencja (1994–1998)
- III kadencja (1998–2002)
- IV kadencja (2002–2006)
- V kadencja (2006–2010) – Leszek Pazdyk
- VI kadencja (2010–2014) – Janusz Sosna
- VII–VIII kadencja (2014–2018, 2018–2024) – Małgorzata Bednarek
- IX kadencja (2024–2029) – Sebastian Łukasiewicz[1]